# Sainte-Marguerite (Quebec)
Sainte-Marguerite es un municipio parroquial canadiense situado en la provincia de Quebec.

## Superficie
Sainte-Marguerite tiene una superficie de 83,05 km².

## Demografía
En 2021, tenía 1175 habitantes, una densidad poblacional de 14,1 hab./km², y 531 viviendas.